# Ecaterina Szabo
Ecaterina Szabo (Zagon, 22 januari 1968) is een voormalig turnster uit Roemenië. Ecaterina werd geboren van Hongaarse ouders met de naam 'Katalin Szabó'. Ze vertegenwoordigde haar vaderland op de Olympische Zomerspelen 1984 in Los Angeles. 
Szabo stond bekend om haar turnoefeningen met hoge uitvoeringswaarde, waarvoor ze meerdere malen met de perfecte 10 werd beloond. Later werd bekend dat de Roemeense autoriteiten haar geboortejaar van 1968 naar 1967 hadden veranderd, zodat ze eerder mocht deelnemen aan bepaalde wedstrijden.
In 1987 stopte ze met haar topsportcarrière om te gaan studeren. Na haar studie werd ze turncoach in Roemenië en later verhuisde ze met haar man en twee zoons naar Frankrijk om daar te gaan coachen.
In 2000 kreeg Szabo een plaats in de 'International Gymnastics Hall of Fame'.

## Resultaten

### Olympische Zomerspelen
| Jaar | Plaats      | Resultaten                                                   |
| ---- | ----------- | ------------------------------------------------------------ |
| 1984 | Los Angeles | Team meerkamp · Individuele meerkamp · Sprong · Balk · Vloer |

### Wereldkampioenschappen
| Jaar | Plaats    | Resultaten                                                                            |
| ---- | --------- | ------------------------------------------------------------------------------------- |
| 1983 | Boedapest | Team meerkamp · Individuele meerkamp · Sprong · Brug ongelijk · Vloer                 |
| 1985 | Montreal  | Team meerkamp · 5e Individuele meerkamp · Sprong · 6e Brug ongelijk · Balk · 4e Vloer |
| 1987 | Rotterdam | Team meerkamp · 14e Individuele meerkamp · Balk                                       |

### Europese kampioenschappen
| Jaar | Plaats   | Resultaten                                              |
| ---- | -------- | ------------------------------------------------------- |
| 1983 | Göteborg | Individuele meerkampen · Sprong · brug ongelijk · Vloer |
| 1985 | Helsinki | 5e Individuele meerkampen · Sprong · 6e Balk · 6e Vloer |

### Top scores
Hoogst behaalde scores op mondiaal niveau (Olympische Spelen of Wereldkampioenschap finales).
| Onderdeel            | Score  | Wedstrijd                   | Locatie     |
| -------------------- | ------ | --------------------------- | ----------- |
| Individuele meerkamp | 79.125 | Olympische Zomerspelen 1984 | Los Angeles |
| Sprong               | 19.875 | Olympische Zomerspelen 1984 | Los Angeles |
| Brug ongelijk        | 19.800 | Wereldkampioenschappen 1983 | Göteborg    |
| Balk                 | 19.800 | Olympische Zomerspelen 1984 | Los Angeles |
| Vloer                | 19.975 | Wereldkampioenschappen 1983 | Göteborg    |